# جیمز گای
جیمز گای (انگلیسی: James Guy؛ زادهٔ ۲۶ نوامبر ۱۹۹۵) یک شناگر اهل بریتانیا است.
از افتخارات وی میتوان به کسب مدال طلا ۲۰۰ متر آزاد و ۴×۲۰۰ متر آزاد و مدال نقره ۴۰۰ متر آزاد در ۲۰۱۵ کازان اشاره کرد.